# 劉易斯鎮區 (密蘇里州霍爾特縣)
劉易斯鎮區（英語：Lewis Township）是位於美國密蘇里州霍爾特縣的一個行政鎮區。

## 地方資料
劉易斯鎮區的面積為90.82平方千米，當中陸地面積為90.36平方千米，而水域面積為0.46平方千米。根據2020年美國人口普查的數據，當地共有人口1045人，而人口密度為每平方千米11.51人。